# Princesa Charlotte Christine de Brunswick-Wolfenbüttel
Carlota Cristina de Braunschweig-Wolfenbüttel (Braunschweig, 26 d'agost de 1694 † Sant Petersburg, 2 de novembre de 1715) va ser una princesa alemanya, esposa del tsarevitx Aleix Petróvitx Romànov i mare de Pere II de Rússia.
Carlota Cristina de Braunschweig-Wolfenbüttel era la segona filla del duc Lluís Rodolf de Brunswick-Lüneburg i de la seva consort Cristina Lluïsa d'Oettingen-Oettingen.
El 14 d'octubre de 1711 Carlota Cristina es va casar amb el tsarévitx Aleix, fill de Pere el Gran.
A Carlota se li va permetre continuar practicant la fe luterana però amb la promesa que els seus fills serien criats sota la fe de l'Església Ortodoxa.
Gaudia del favor del seu sogre el tsar Pere I però el seu matrimoni va ser infeliç, ja que Aleix la ignora pràcticament en totes les manifestacions públiques i socials, arribant fins i tot a portar la seva amant finlandesa Afrosina a viure a la cort. Carlota Cristina va morir en el part en donar a llum el seu fill primogènit Pere, futur tsar Pere II. El seu cos va ser sepultat a la Catedral de Sant Pere i Sant Pau a Sant Petersburg.

## Fills
Carlota Cristina va tenir dos fills amb Aleix:
- Natalia (12 de juliol de 1714; 22 de novembre de 1728), Gran duquessa de Rússia
- Pere (12 d'octubre de 1715; 18 de gener de 1730), Tsar de Rússia entre 1727 i 1730.